# برايوموليه
برايوموليه (بالإنجليزية: Prabumulih)‏ هي معلم جغرافي تقع في إندونيسيا في سومطرة الجنوبية. يقدر عدد سكانها بـ 193,829 نسمة ومساحتها 435.10 كم2 .